# QRCF
Mit QRCF (lateinisch Quando Rex Comitiavit Fas, dt. „Wenn der Rex sacrorum geopfert hat, Fas“) wurden im römischen Kalender die abschließenden Tage einer Nefas-Periode bezeichnet. Die zweieinhalbtägigen QRCF-Tage umfassten den Zeitraum vom 22. bis 24. Tag. In deren Mitte lag das Tubilustrium, eine eineinhalbtägig andauernde Kulthandlung. Die QRCF-Tage wurden entweder als C- oder als F-Tag eingestuft. 
Aus den Berichten des Festus geht hervor, dass in der fast vollständig zerstörten QRCF-Festus-Überschrift das Wort menstruis auf eine ursprünglich monatlich stattfindende Versammlung verwies. Im um 450 v. Chr. reformierten Kalender fielen die QRCF-Tage nur noch auf die Monate Martius und Maius, wobei die zugehörigen Quellen keinen Grund hierfür liefern. Möglicherweise ist der Grund in der Doppelbelegung von Feriae-Gottheiten zu sehen, da Volcanus bereits am 23. Sextilis mit der Volkanalia verbunden war. Mars hatte zudem bereits am 1. Martius einen „Feiertag“.